# Alexis Dziena
 (décembre 2017).
Si vous disposez d'ouvrages ou d'articles de référence ou si vous connaissez des sites web de qualité traitant du thème abordé ici, merci de compléter l'article en donnant les références utiles à sa vérifiabilité et en les liant à la section « Notes et références ».
Alexis Dziena est une actrice américaine, née le 8 juillet 1984 à New York.

## Biographie
Alexis Gabrielle Dziena naît le 8 juillet 1984 à New York ; elle a des origines irlandaise, italienne et polonaise. Elle passe plusieurs étés de son enfance dans la petite ville de Sea Isle City[réf. nécessaire]. Durant sa scolarité, elle fréquente la Saint Ann's School (en) de Brooklyn[réf. nécessaire]. En outre, durant ses études secondaires, elle suit des cours à l'Académie américaine des arts dramatiques et apparaît dans plusieurs longs métrages.
Elle obtient son premier rôle dans la série Witchblade (2002). Elle joue ensuite dans le film Bringing Rain (en) (2003) avec à ses côtés Paz de la Huerta qu'elle avait fréquenté à la Saint Ann's School. En 2005, elle fait une apparition remarquée dans Broken Flowers, où elle incarne une adolescente prénommée Lolita (une référence au roman de Vladimir Nabokov) qui fait du charme au personnage principal (incarné par Bill Murray), entre autres en se montrant nue devant lui,. En 2005, elle obtient un des rôles principaux de la série télévisée Invasion (diffusée sur ABC) : Kira Underlay, la fille du shérif. En 2009, elle joue un rôle récurrent dans la saison 6 de la série Entourage sur HBO. En 2012, elle tourne dans le film Without Ward qui ne sort finalement qu'en 2022.

### Vie privée
Au début des années 2000, elle a été en couple avec l'acteur Michael Pitt, avec qui elle a joué dans le clip de la reprise de What a Wonderful World par Joey Ramone.

## Filmographie
Sauf indication contraire, les informations mentionnées dans cette section peuvent être confirmées par la base de données cinématographiques IMDb,  présente dans la section « Liens externes ».

### Cinéma
- 2003 : Bringing Rain (en) (direct-to-video) : Lysee Key
- 2003 : Season of Youth
- 2003 : Mimic 3: Sentinel (direct-to-video) : Rosy Montrose
- 2003 : Rhinoceros Eyes : Bird Girl
- 2005 : Strangers with Candy : Melissa
- 2005 : Broken Flowers : Lolita
- 2005 : Pizza : Emily
- 2005 : Jeux de gangs : Sasha
- 2007 : Sex and Breakfast : Heather
- 2008 : L'Amour de l'or : Gemma Honeycutt
- 2008 : Une nuit à New York : Tris
- 2009 : Traqués : Maria
- 2009 : C'était à Rome : Joan
- 2012 : Wrong : Emma
- 2014 : Sister (en) de David Lascher : Ashley Presser
- 2017 : Evol : Julie
- 2022 : Without Ward : Finch

### Télévision

#### Séries télévisées
- 2002 : Witchblade : Bola
- 2003 : New York, unité spéciale (saison 4, épisode 15) : Mia Van Wagner
- 2003 : New York, police judiciaire (saison 13, épisode 21) : Lena Parkova
- 2005 : Le Monde de Joan : Bonnie
- 2005-2006 : Invasion (saison unique) : Kira Underlay (rôle principal)
- 2007 : On ne vit qu'une fois : Pretty Girl
- 2009 : Entourage (saison 6, 8 épisodes) : Ashley Brooks

#### Téléfilms
- 2004 : À la dérive : Hannah Vogul
- 2005 : Jesse Stone: En l'absence de preuve : Candace Pennington

### Clip
- 2002 : What a Wonderful World de Joey Ramone[5]

## Distinction
Sauf indication contraire, les informations mentionnées dans cette section peuvent être confirmées par la base de données cinématographiques IMDb,  présente dans la section « Liens externes ».
- Festival international du film d'Hoboken 2016 : nomination comme meilleure actrice secondaire pour Evol